# Atemwegsmanagement
Mit den Begriffen Atemwegsmanagement, Atemwegssicherung oder englisch Airway-Management bezeichnet man in der Medizin alle Maßnahmen und Kenntnisse, die dazu dienen, einen Atemweg für die spontane Atmung oder eine externe Beatmung zu sichern, damit genügend Sauerstoff für einen ausreichenden Gasaustausch die Lunge erreicht, während eine Verlegung durch die Zunge oder die Einatmung (Aspiration) von Blut, Erbrochenem oder Fremdkörpern verhindert wird.
Ein Atemwegsmanagement wird immer dann notwendig, wenn die Atemfunktion durch Unfall oder Krankheit bedrohlich gestört ist oder wenn die Eigenatmung durch Sedierung oder Narkose künstlich (iatrogen) eingeschränkt wird. Insofern ist das Atemwegsmanagement Teil der Notfallmedizin, der Anästhesie und der Intensivmedizin.

## Methoden
Zur Sicherung der Atemwege dienen
- bestimmte Lagerungsmaßnahmen wie die stabile Seitenlage
- Handgriffe (Überstrecken des Kopfes, Esmarch-Handgriff, Krikoiddruck, BURP-Manöver, C-Griff)
- der Einsatz von verschiedenen Beatmungshilfen und Beatmungsmasken
- das Einführen von Schläuchen in die Atemwege (Intubation), meist als Endotracheale Intubation oder durch alternative Mittel (Larynxmaske, Larynxtubus, Combitubus)
- das Schaffen von alternativen Atemwegen durch eine Koniotomie oder Tracheotomie.

### Lagerungsmaßnahmen
Die stabile Seitenlage dient als lebensrettende Sofortmaßnahme des Laien dazu, Verlegungen der Atemwege durch die Zunge oder die Aspiration von Erbrochenem zu vermeiden.
Während ärztlicher Maßnahmen zur Atemwegssicherung wird der Patient in Rückenlage positioniert.

### Hilfsmittel zum Freihalten der Atemwege
(Siehe auch Manuelle Maskenbeatmung und Supraglottische Atemwegshilfen als Alternative)
- Oropharyngealtuben: Guedel-Tubus, Safar-Tubus[1]
- Nasopharyngealtubus: Wendl-Tubus
- Ösophagusverschlusstubus (Ösophagustubus)[2]
- Larynxtubus
- (Ösophagotrachealer) Combitubus (Doppellumentubus mit endotrachealem Tubus und Ösophagusverschlusstubus)
- Kehlkopfmaske

### Manuelle Maskenbeatmung

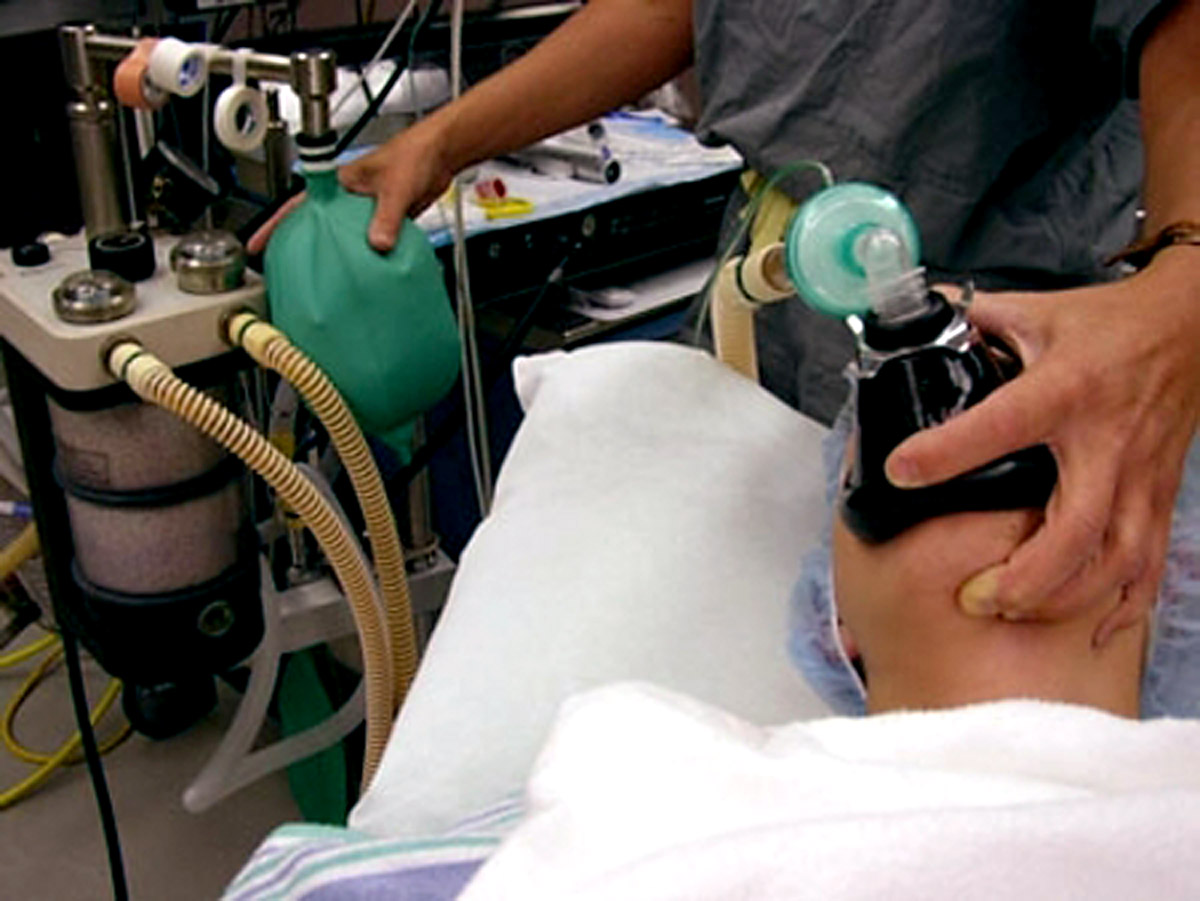
Beutel-Masken-Beatmung

Die manuelle Maskenbeatmung ist in der Anästhesie indiziert, wenn die Beatmung nur von kurzer Dauer ist, etwa bei kurzen Narkosen oder zur Überbrückung der Zeit bis zur eigentlichen Intubation bei längeren Narkosen. In der Notfallmedizin dient sie der Sauerstoffversorgung des Patienten ohne ausreichende Atmung, bis eine weitergehende Atemwegssicherung wie die endotracheale Intubation erfolgen kann. Die Maskenbeatmung erfolgt in der Regel mit Beatmungsbeutel und Beatmungsmaske, als Sofortmaßnahme kann die Sauerstoffzufuhr durch die Atemspende erfolgen. Eine Beatmung über Beatmungsmaske mit zu hohem Druck birgt die Gefahr der Aspiration von aus dem Magen herausgedrücktem Magensaft.
Die Atemwege des bewusstlosen Patienten werden (gegebenenfalls mit daraus sich erübrigender Beatmung) entweder durch Manipulation des Unterkiefers oder durch Anwendung von nasopharyngealen (Wendl-Tubus) oder oropharyngealen Tuben (Guedel-Tubus) offengehalten. Diese ermöglichen einen Luftstrom durch Nase bzw. Mund zum Rachen und verhindern das Zurückfallen der Zunge, was auch durch das Überstrecken des Kopfes sowie den Esmarch-Handgriff bewirkt werden kann.

### Endotracheale Intubation
Als Intubation wird das Einführen eines Tubus, einer Hohlsonde, in die Atemwege bezeichnet. Die Standardmethode der endotrachealen Intubation wird heute von einer Reihe alternativer Verfahren (Larynxtubus, Larynxmaske, Combitubus) ergänzt. Bei der endotrachealen Intubation (verkürzt oft auch als Intubation im engeren Sinn bezeichnet) wird ein Endotrachealtubus (Hohlsonde aus Kunststoff) durch Mund (orotracheal) oder Nase (nasotracheal) zwischen den Stimmlippen des Kehlkopfes (Larynx) hindurch in die Luftröhre (Trachea) eingebracht. Durch die Abdichtung mittels eines Ballons (Cuff) werden die Atemwege vor dem Eindringen von Sekreten (Aspiration) weitgehend geschützt und eine externe Beatmung ermöglicht. Die Intubation gilt heute als Standardmethode  der Atemwegssicherung. Sie wird bei Patienten während einer Allgemeinanästhesie für operative Eingriffe, bei Bewusstlosigkeit oder akuten Störungen der Atmung eingesetzt. Das Einführen des Beatmungsschlauches wird nur in Bewusstlosigkeit oder tiefer Sedierung bzw. Narkose toleriert.
Eine Alternative zur Intubation und maschinellen Beatmung bieten nichtinvasive Beatmungsformen.
Das Einführen eines Tubus mit zwei Lumina („Doppellumentubus“) ermöglicht die seitengetrennte Belüftung der Lungenflügel, was bei einigen Eingriffen in der  Thoraxchirurgie benötigt wird. Dies wird teilweise auch als endobronchiale Intubation beschrieben, da die Spitze des Tubus in einem Hauptbronchus zu liegen kommt.

### Supraglottische Atemwegshilfen als Alternative
Alternativen zur endotrachealen Intubation sind Hilfsmittel wie Larynxmaske, Larynxtubus und Combitubus, die oft beim Unvermögen, den Tubus korrekt zu platzieren (schwierige Intubation, siehe unten) eingesetzt werden. Sie werden als supraglottische Atemwegshilfen bezeichnet, da ihr Ende oberhalb der Stimmritze (Glottis) zu liegen kommt. Sie kommen bei der schwierigen Atemwegssicherung zum Einsatz, wenn eine endotracheale Intubation nicht gelingt; allerdings ist ihr Aspirationsschutz dem Endotrachealtubus deutlich unterlegen. Bei Larynxmasken und Larynxtuben existieren allerdings Modelle, die eine Entlastung des Magens ermöglichen, indem über einen speziellen Kanal eine Magensonde eingeführt werden kann. Supraglottische Atemwegshilfen eignen sich auch bei schwer zugänglichen Patienten, zum Beispiel nach Verkehrsunfällen.
Im Fall der HerzLungenWiederbelebung werden supraglottische Atemwegshilfen für Helfer ohne Intubationsexpertise als Mittel der ersten Wahl empfohlen um die Beatmung zu ermöglichen. Die endotracheale Intubation soll im Rahmen der HerzLungenWiederbelebung nur von Intubationsexperten durchgeführt werden und sollte dabei nur zu einer sekundenkurzen Unterbrechung der Herzdruckmassage führen oder idealerweise unter laufender Herzdruckmassage durchgeführt werden.

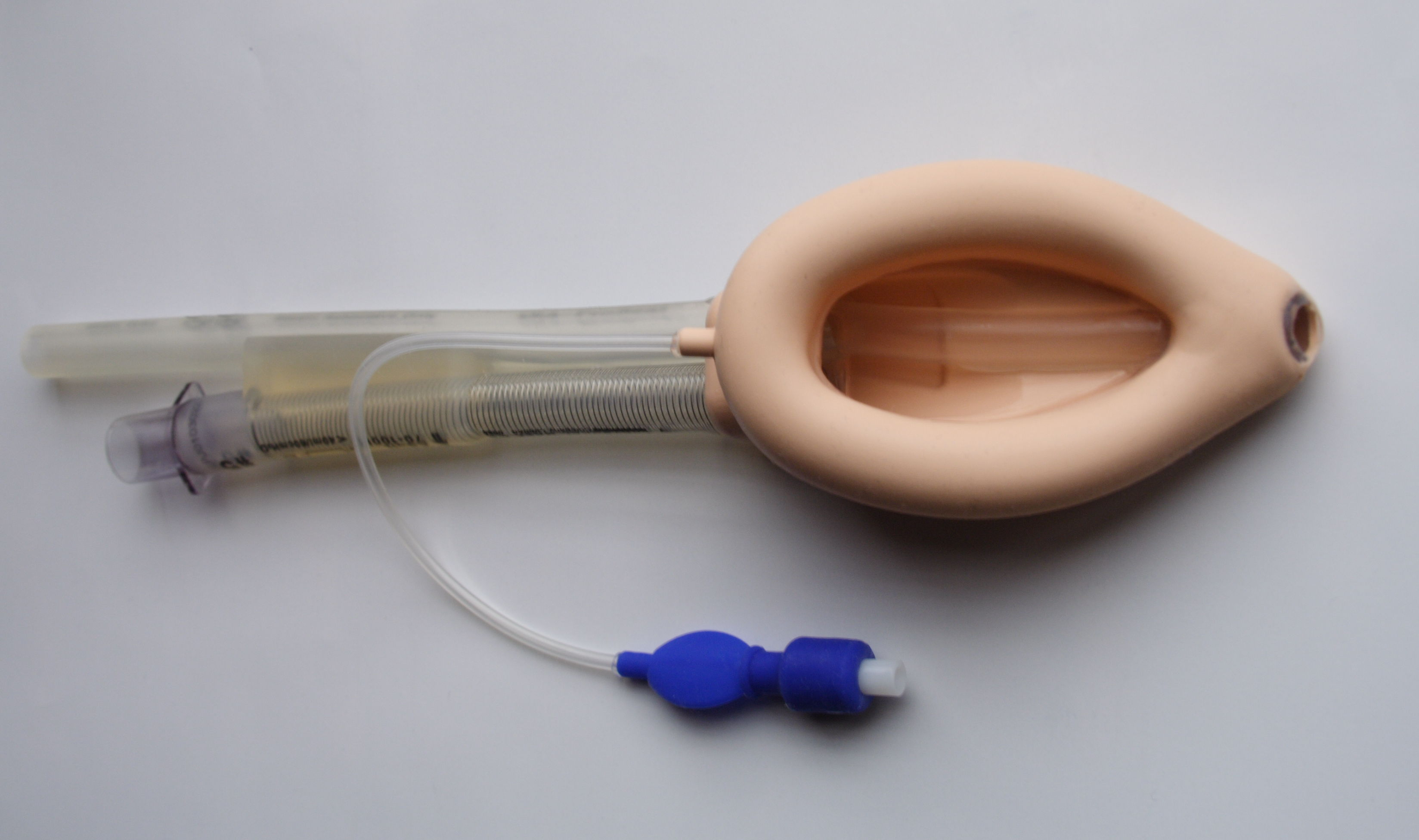
Larynxmaske mit aufgeblasenem Wulst.

Die Larynxmaske (LMA, Synonym Kehlkopfmaske) ist ein Mittel zum Offenhalten der Atemwege, das vom englischen Anästhesisten Archibald Brain ab 1981 entwickelt und in die klinische Praxis eingeführt wurde. Sie besteht aus einer wulstartigen Maske, die mit einem Schlauch verbunden ist. Die Larynxmaske wird blind bis kurz vor den Kehlkopf in den Rachenbereich eingeführt und dort abgedichtet. Sie dient einerseits der Sauerstoffversorgung bei Allgemeinanästhesie, wenn eine endotracheale Intubation nicht notwendig ist (kleine Eingriffe ohne Beteiligung von Körperhöhlen). Andererseits dient sie als einfach zu platzierendes Instrument der Sicherung des schwierigen Atemweges.

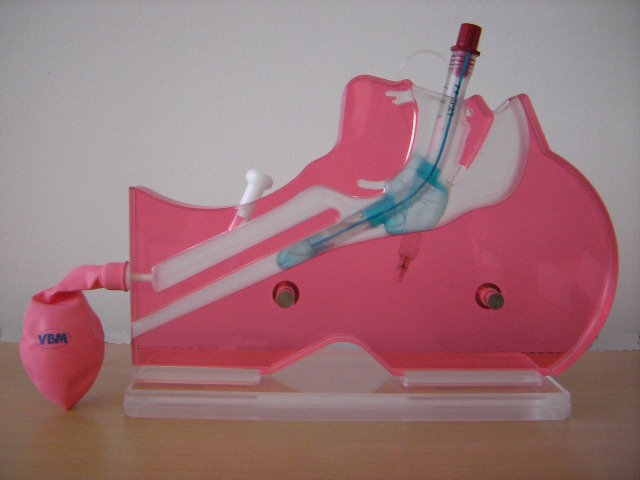
Larynxtubus in Plexiglasmodel

Der Larynxtubus (LT) ist ein Tubus mit zwei Blockmanschetten (Cuffs), der wie die Larynxmaske weitgehend blind im Rachen platziert wird. Zwischen den Cuffs endet das Lumen in Höhe des Kehlkopfes, so dass durch die Abdichtung der Manschetten nach oben und unten die eingebrachte Luft in die Lunge strömen kann. In der Anwendung, Handhabung und im Nebenwirkungsprofil ähnelt der Larynxtubus der Larynxmaske, allerdings ist er nicht so gewebeschonend. Da die Abdichtung der Speiseröhre  zudem etwas besser ist, wird er meist in der Notfallmedizin und nur wenig in der Routine-Anästhesie eingesetzt.
Beim Combitubus handelt es sich um einen Doppellumen-Tubus, der blind vorgeschoben werden kann und so entweder im Ösophagus (über 90 % Wahrscheinlichkeit) oder in der Luftröhre zu liegen kommt. Er stellt eine weitere Alternative zur endotrachealen Intubation dar und wird vor allem in Notfällen eingesetzt, wenn letztere nicht gelingt. In diesem Rahmen ist die Anwendung in den Richtlinien verschiedener Fachgesellschaften vorgesehen, wie etwa bei der Reanimation. Im klinischen Routinebetrieb der Anästhesie spielt der Combitubus hingegen keine Rolle. Nachteilig sind weiterhin hohe Kosten und die fehlende Möglichkeit, eine Magensonde einzuführen.

## Chirurgische Atemwegsicherung
Sollte eine Atemwegssicherung mit den verschiedenen vorhandenen Methoden nicht möglich sein (Cannot-ventilate-cannot-intubate-Situation), kann durch den Arzt eine Koniotomie vorgenommen werden.  Dabei wird ein Zugang zu dem Atemtrakt in Höhe des Kehlkopfes hergestellt, indem die Membran (Ligamentum conicum, auch Ligamentum cricothyroideum genannt) zwischen Ringknorpel und Schildknorpel eröffnet wird. Dies kann durch ein Punktionsset oder mit Hilfe eines Skalpells erfolgen. Die Koniotomie ist eine ärztliche lebensrettende Notfallmaßnahme, die nur selten und nur als letztes Mittel, niemals jedoch als Maßnahme eines Ersthelfers im Rahmen der ersten Hilfe zum Einsatz kommt.
Die Tracheotomie bezeichnet einen chirurgischen Eingriff, bei dem durch die Halsweichteile ein Zugang zur Luftröhre geschaffen wird. Indikationen zur Tracheotomie können beispielsweise die Notwendigkeit einer Langzeitbeatmung nach Unfällen oder Operationen, neurologische Erkrankungen mit Störungen des Schluckreflexes, Strahlenbehandlung am Kopf oder Hals oder Kehlkopflähmungen sein. Auch Patienten nach kompletter Entfernung des Kehlkopfes tragen ein Tracheostoma.

## Schwierige Atemwegssicherung
Als schwierige Atemwegssicherung bezeichnet man die Situation, wenn die Atemwegsfreihaltung mit der eingesetzten Methode nicht gelingt. Die Definitionen beziehen sich jeweils auf die Fähigkeiten eines ausgebildeten, mit alternativen Mitteln der Atemwegssicherung geschulten Anästhesie-Facharztes (Definition der DGAI). Es werden unterschieden:
- Schwierige Maskenbeatmung – Die manuelle Beutel-Maskenbeatmung gelingt nicht suffizient.
- Schwierige pharyngeale Atemwegsfreihaltung – Das Einführen und Abdichten supraglottischer Atemwegshilfen gelingt nicht.
- Schwierige Laryngoskopie – Das Einsetzen des Laryngoskops zur Darstellung der Stimmlippen gelingt nach mehreren Versuchen nicht (Hoher Cormack-Grad).
- Schwierige tracheale Intubation – Es werden mehrere Versuche zur Intubation benötigt.
- Endotracheale Intubation nicht möglich.

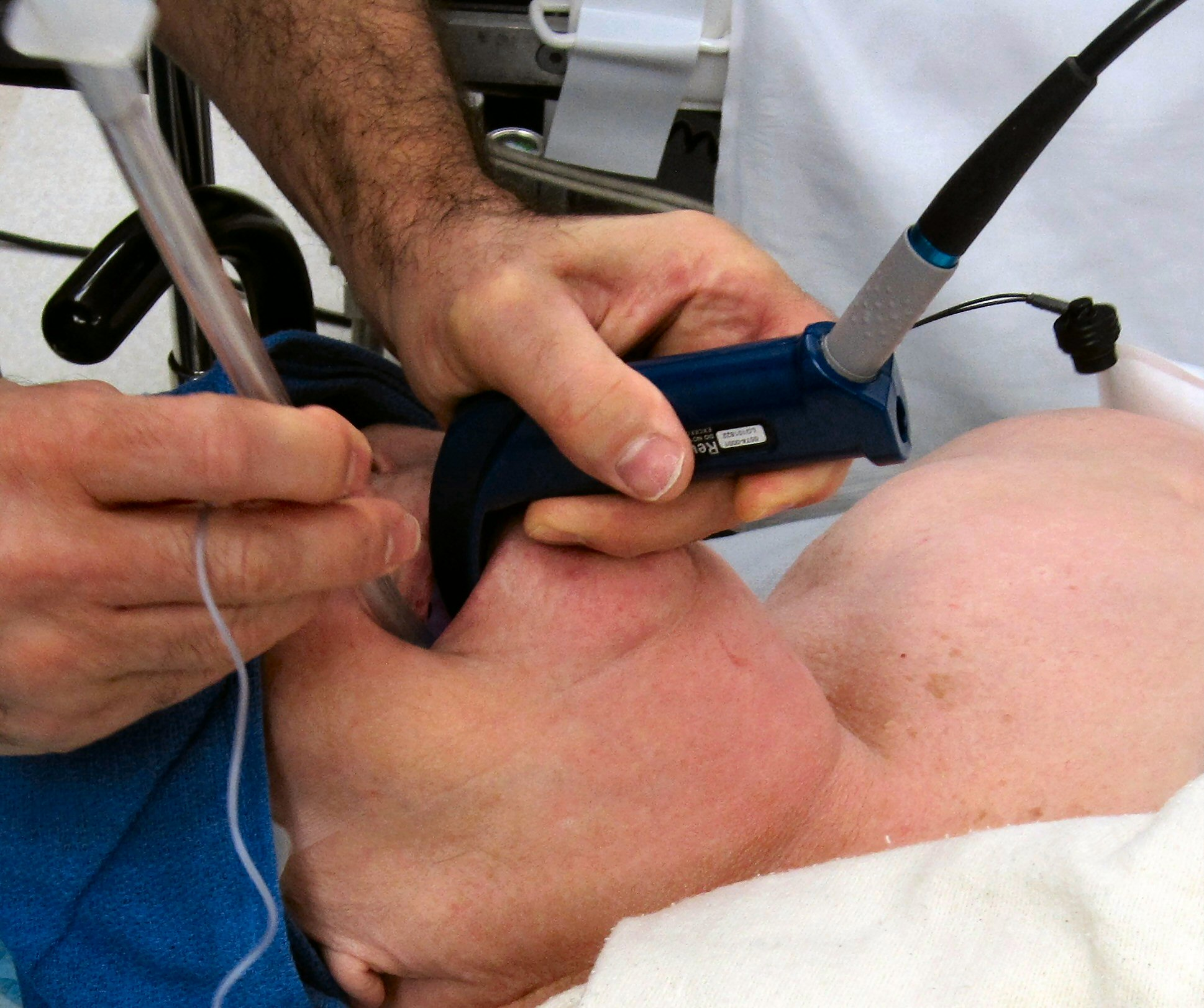
Beherrschen einer unerwartet schwierigen Intubation mittels eines Videolaryngoskops

Zur Beherrschung eines „schwierigen Atemweges“ werden neben den Standardverfahren eine Reihe von alternativen Methoden eingesetzt. Handelt es sich um eine erwartete schwierige Atemwegssicherung bei geplanten Anästhesieverfahren, ist die fiberoptische Intubation bei erhaltener Spontanatmung des Patienten das Mittel der Wahl. Diese funktioniert unter Lokalanästhesie mittels eines flexiblen Endoskops, dem Bronchoskop, mit dem die Stimmlippen dargestellt und passiert werden können. Über das Instrument wird dann ein Tubus eingeführt. Hinweise auf eine schwierige Atemwegssicherung (Überbiss, fliehendes Kinn, kleine Mundöffnung, geringe Reklination des Kopfes, Mallampati-Grad 3 oder 4 u. a.) werden im Aufklärungsgespräch durch den Anästhesisten diagnostiziert. Eine sichere Prognose von Schwierigkeiten bei der Atemwegssicherung ist dadurch allerdings nicht möglich.
Eine unerwartete schwierige Atemwegssicherung ergibt sich trotz zuvor unauffälliger Beurteilung, insbesondere in der Notfallsituation, wenn der Patient zuvor nicht bekannt war. Es kommen neben den erwähnten Verfahren unter anderem spezielle Laryngoskop-Typen (nach Miller, Dörges, McCoy, Bullard etc.), Videolaryngoskope, verschiedene Führungsstäbe für die Intubation, die Intubationslarynxmaske (Fasttrach), über die ein Tubus eingeführt werden kann, ein starres Intubationstracheoskop („Notrohr“), andere spezielle Hilfsmittel sowie als letztes Mittel die Koniotomie zum Einsatz, um die Sauerstoffversorgung des Patienten sicherzustellen.
Oft sind in medizinischen Einrichtungen Algorithmen zur Beherrschung der schwierigen Atemwegssicherung vorhanden.